# La Lutte (газета)

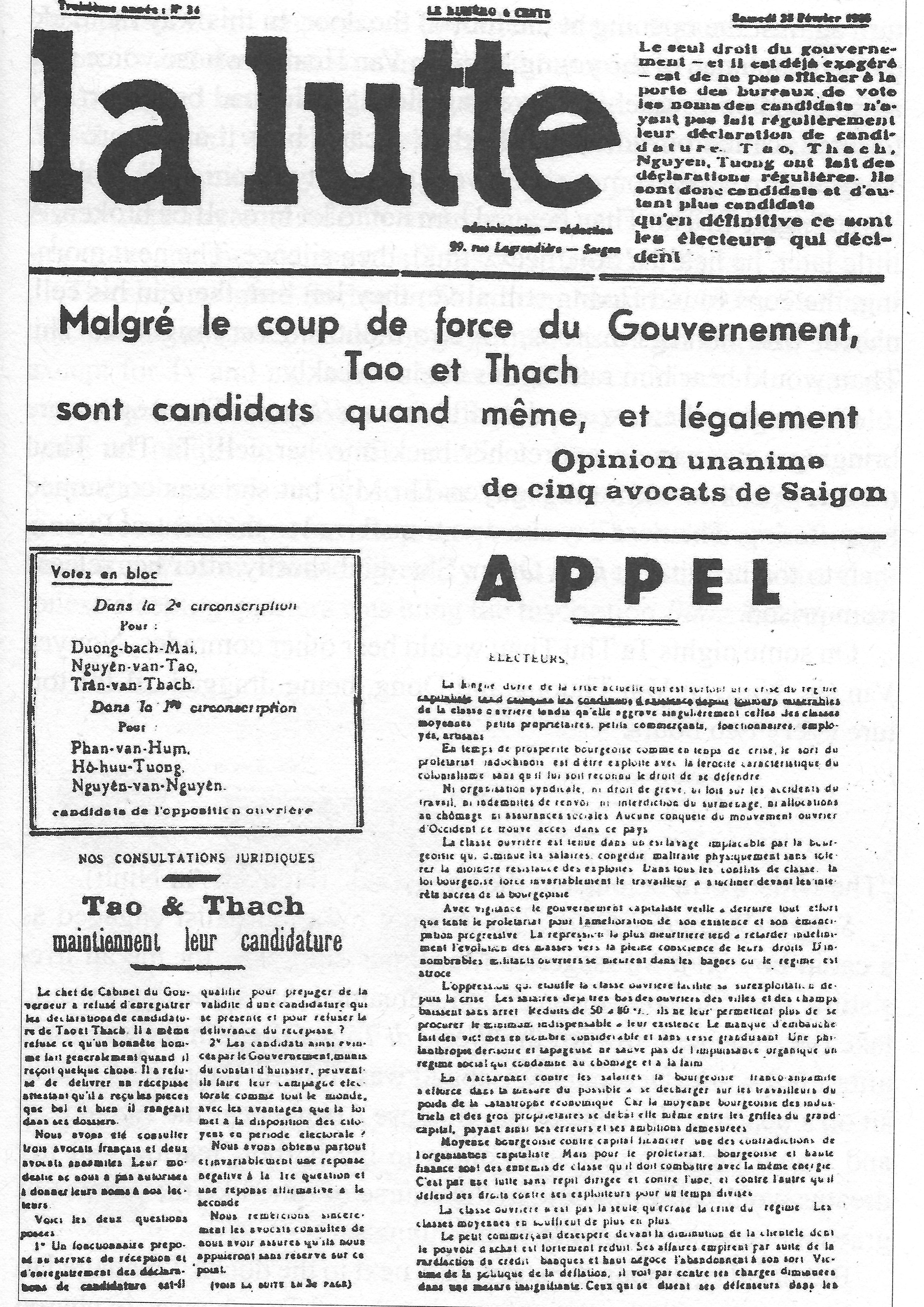
Номер газеты, представляющий «Рабочий список» кандидатов на местных выборах 1935 года в Сайгоне

«Ля Лютт» (фр. La Lutte; вьет. Tranh đấu, «Борьба») — вьетнамская легальная марксистская еженедельная газета, выходившая в 1930—1940-е годы. Запущенная накануне муниципальных выборов в Сайгоне весной 1933 года (первый выпуск вышел 24 апреля 1933 года), первоначально издавалась на французском, вьетнамоязычный аналог увидел свет в конце 1938 года.
Эта газета послужила основой для создания в середине 1930-х годов в Кохинхине политического блока троцкистов (одноимённой группы La Lutte — Nhom Tranh Dau), сталинистов (Коммунистической партии Индокитая) и левых радикалов. Такое сотрудничество было уникально в условиях раскола мирового коммунистического движения и сталинских чисток не только в СССР, но и в партиях за рубежом. 

## История
На своих первых выборах группа вокруг газеты смогла провести в местный совет двоих кандидатов «Рабочего списка», однако их мандаты были аннулированы в августе 1933 года, а издание «Ля Лютт» прекращено, однако благодаря примирительным усилиям Нгуен Ан Ниня возобновлено в октябре 1934 года.
Единый фронт троцкистов и сталинистов вокруг «Ля Лютт» вёл борьбу против колониализма, за распространение марксистских идей и претворение требований рабочих и крестьян. В марте 1935 года на выборах в собрание Кохинхины он получил 17 % голосов, а на муниципальных выборах 1935 года избрал четверых кандидатов. В 1935—1936 годах группа организовывала массовое стачечное движение.
Некоторые из троцкистов (Хо Хыу Тыонг, Нго Ван) покинули её в 1936 году, считая, в частности, поддерживаемого ею коммунистического лидера Зыонг Бать Мая реформистом, и запустили собственное издание «Ле Милитант» (Le Militant). Однако троцкисты вокруг Та Тху Тхау остались в «Ля Лютт» и к 1937 году стали сильнейшей внутренней группировкой. В результате разногласий вокруг правительства Народного фронта сталинисты выступили против «Ля Лютт» и в начатой собственной газете «Авангард» (L’Avant Garde) повели атаку на троцкистов. Раскол был финализирован 14 июня 1937 года.

## Персоналии
В разное время в её создании участвовали: Нгуен Ан Нинь, Та Тху Тхау, Нгуен Ван Тао, Хо Хыу Тыонг, Фан Ван Хум, Чан Ван Тхать, Чинь Хынг Нгау, Фан Ван Тянь, Хюинь Ван Фыонг, Зыонг Бать Май, Нгуен Ван Нгуен, Ле Ван Тхы, Нгуен Тхи Лыу и др.